# Fosciandora
Fosciandora est une commune italienne de la province de Lucques, dans la région Toscane.

## Histoire
Entre le XIIIe et le XVIIe siècle, les hameaux qui feront partie di Fosciandora sont disputés par les communes de la Toscane, en particulier Lucques et Modène. En 1804, sous la République_cispadane, ils sont réunis sous le nom de Fosciandora. Avec l'unité d'Italie en 1861, la Garfagnana, y comprise Fosciandora, est incluse dans la province de Massa-Carrara, puis, en 1923 dans celle de Lucques. 

## Administration
| Période       | Période                   | Identité           | Étiquette                 | Qualité |
| ------------- | ------------------------- | ------------------ | ------------------------- | ------- |
|               | 28 mai 1990               | Tiberio Torriani   | liste civique             |         |
| 26 juin 1990  | 24 avril 1995             | Licio Lunardi      | Democrazia Cristiana      |         |
| 24 avril 1995 | 14 juin 1999              | Licio Lunardi      | Partito Popolare Italiano |         |
| 14 juin 1999  | 14 juin 2004              | Pierluigi Torriani | centro-sinistra           |         |
| 14 juin 2004  | 8 juin 2009               | Pierluigi Torriani | liste civique             |         |
| 8 juin 2009   | 25 mai 2014               | Moreno Lunardi     | centro-sinistra           |         |
| 25 mai 2014   | En cours (au 29 mai 2021) | Moreno Lunardi     | liste civique             |         |

### Hameaux
Ceserana, La Villa, Lupinaia, Fosciandora, Migliano, Treppignana, Riana

### Communes limitrophes
Barga, Castelnuovo di Garfagnana, Gallicano, Pieve Fosciana, Pievepelago